# Liberale Reichspartei
Die Liberale Reichspartei war eine kurzlebige liberal-konservative Partei zu Beginn des Deutschen Kaiserreichs. Sie bestand von 1871 bis 1874.

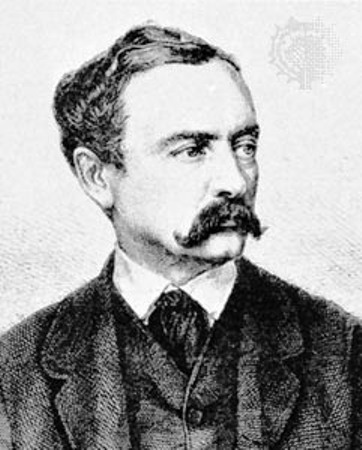
Fraktionsvorsitzender Chlodwig zu Hohenlohe-Schillingsfürst

## Geschichte
Aus dreißig Reichstagsabgeordneten entstand 1871 die Fraktion der Liberalen Reichspartei. Diese war ein Rest der Altliberalen und stand politisch zwischen den Nationalliberalen und den Freikonservativen.
Der ursprünglich geplante Parteiname Deutsche Reichspartei musste aufgegeben werden, weil die Freikonservativen diesen Namen für sich beanspruchten. Beide Parteien standen auf Seiten Otto von Bismarcks. Allerdings verlangte die Liberale Reichspartei Presse- und Vereinsfreiheit. Sie verlangte auch die Klärung des Verhältnisses von Staat und Kirche und unterstützte den beginnenden Kulturkampf. Sie unterstützte 1873 den Antrag zur Lex Miquel-Lasker, was schließlich zur Erarbeitung des BGB führte. Dagegen standen sie Forderungen von Seiten der Linksliberalen und der Sozialdemokraten nach einer Parlamentarisierung des Reiches ablehnend gegenüber.
Eine regelrechte Parteiorganisation bestand nicht. Die Liberale Reichspartei blieb eine Honoratiorenpartei. Eine große Bedeutung in der Reichstagsfraktion spielten Abgeordnete aus dem Adel. Fast die Hälfte der Fraktion kam aus dieser Gesellschaftsschicht. Die Fraktion bestand etwa zur Hälfte aus föderalistisch orientierten Protestanten und zur anderen Hälfte aus liberalen Katholiken. Der spätere Reichskanzler und frühere bayerische Ministerpräsident Chlodwig zu Hohenlohe-Schillingsfürst war Fraktionsvorsitzender. Als dieser 1874 Botschafter in Paris wurde, bedeutete dies eine schwere Krise für die Partei. Bei der Reichstagswahl von 1874 konnte die Partei nur noch drei Abgeordnete stellen. Davon schlossen sich zwei der Freikonservativen Reichspartei und einer den Nationalliberalen an. Dies bedeutete das Ende der Liberalen Reichspartei.